# Знаменосец

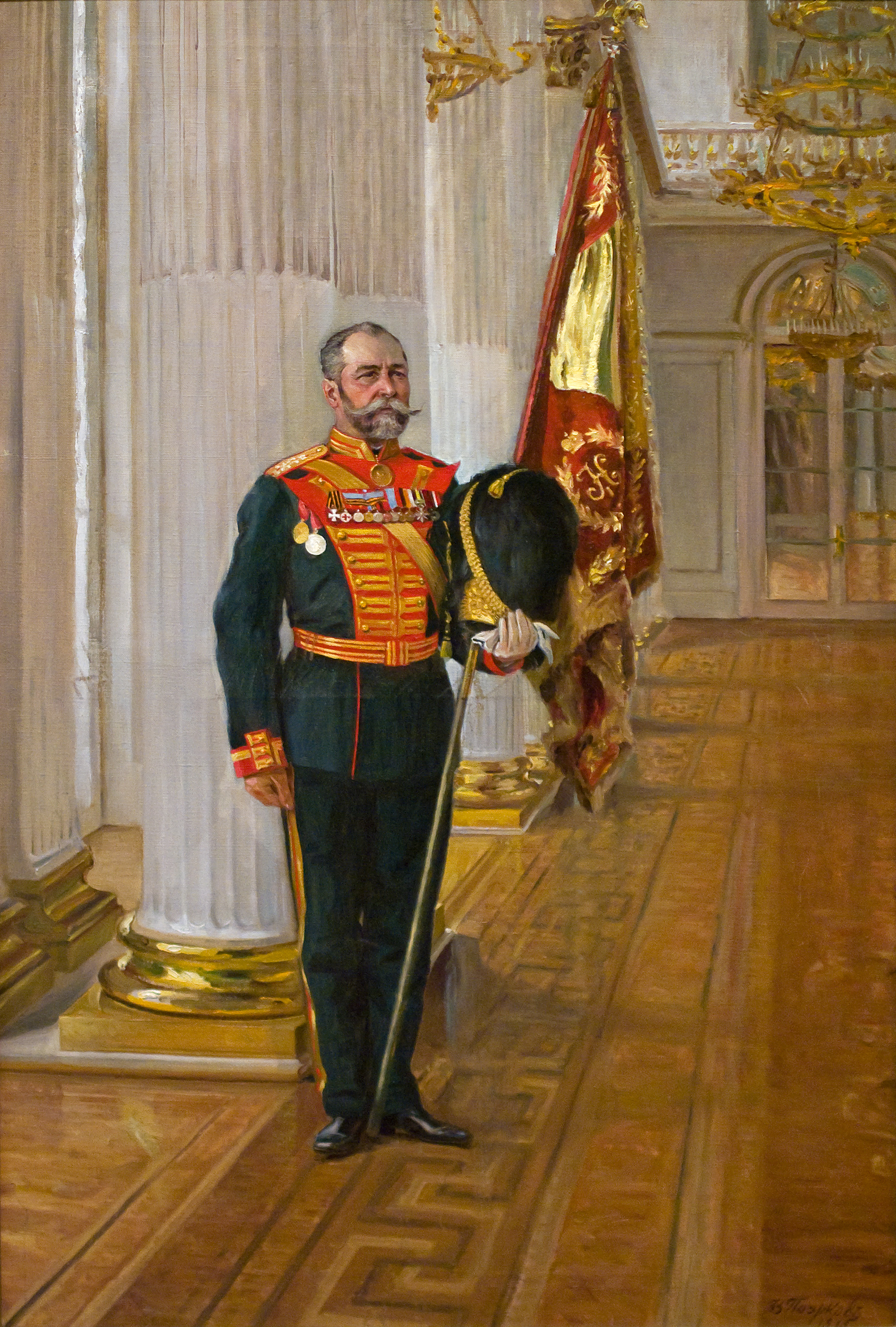
Знаменщик Роты дворцовых гренадер, 1915 год.

Знамено́сец — должность военнослужащего, который носит воинское знамя. 

## Краткая история понятия и термина

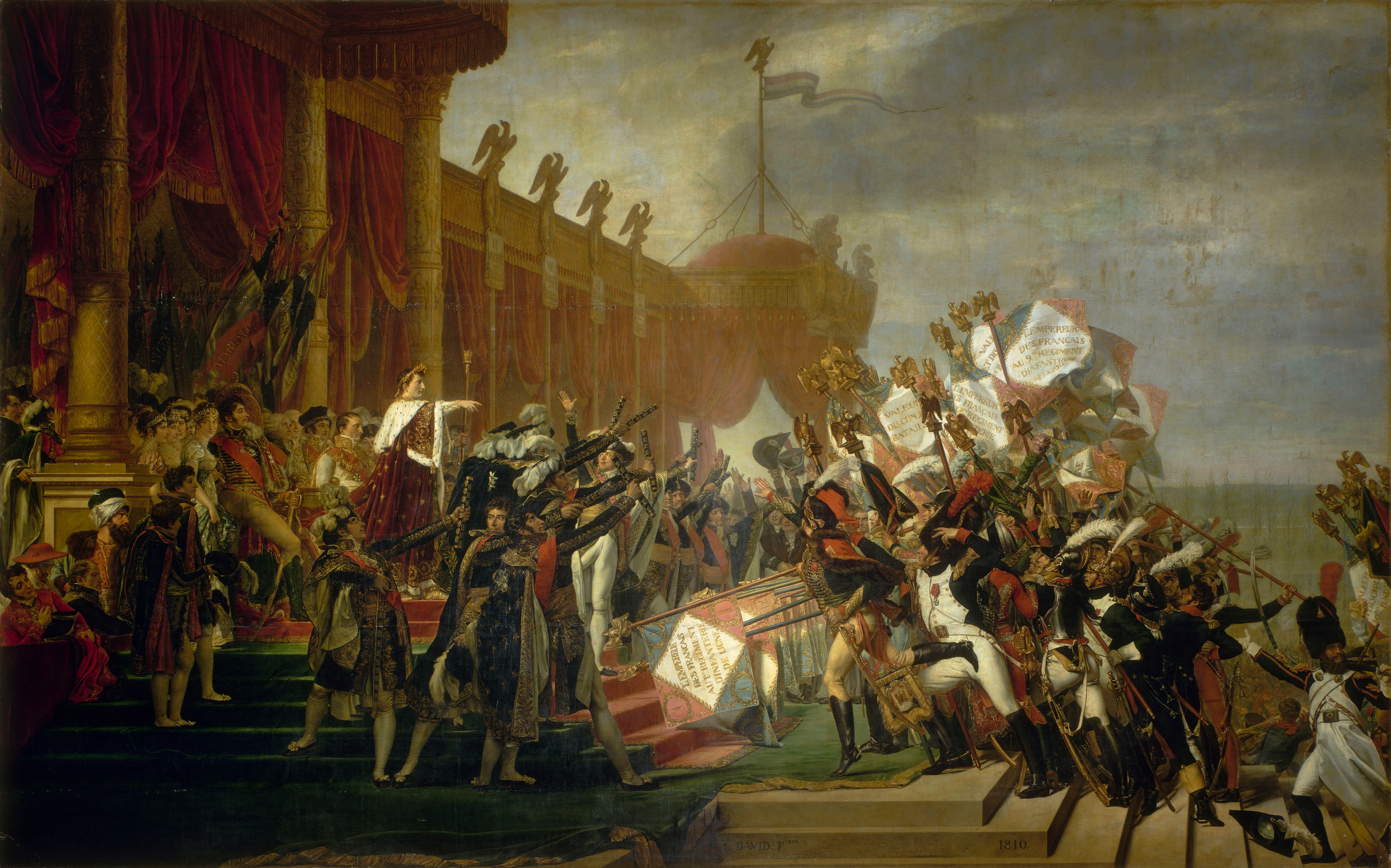
«Раздача орлов» (Наполеон раздаёт войскам полковых «Орлов»). Картина Жака Луи Давида.

В регулярной армии Римской империи знаменосец (точнее — «орлоносец»; аквилифер (лат. Aquilifer)) являлся в бою хранителем «Орла» — символа римского легиона. Поскольку при утрате Орла, легион распускался, должность аквилифера имела большое значение. Спустя много веков, Наполеон ввёл в своих полках аналогичную систему: каждому полку французской армии, кавалерийскому либо пехотному, полагался один полковой «Орёл», утрата которого означала бесчестье для всего подразделения. 
Прочие знаменосцы римского времени именовались: имагинифер (носил изображение императора), вексиллярий, драконарий, сигнифер.
В эпоху т.н. феодализма знамя превратилось в личный символ рыцаря, который выходил в бой по призыву своего сюзерена со своим подразделением (т.н. копьём), состоявшим из самого рыцаря, его оруженосцев и вспомогательных воинов незнатного происхождения. Такой рыцарь, например, в средневековой Англии именовался рыцарь-баннерет (от слова «баннер» — геральдическое (гербовое; т.е. с гербом своего владельца) знамя; встречается предположение, что в дальнейшем слово «банерет» превратилось в баронет). В отличие от рыцаря-банерета, рыцарь-бакалавр шёл в бой один, либо в составе «копья» другого, более влиятельного рыцаря. Крупным «феодалам» (баронам, графам, герцогам и так далее) подчинялось большее количество рыцарей-вассалов, обычно, каждый со своим «копьём» (но иногда и без). Похожим образом дело обстояло в тот период и в других европейских странах. 
В ту же эпоху существовала тенденция именовать подразделение и знамя одним и тем же термином. Так, польское слово «хоругвь» обозначало и знамя, и подразделение соответствующего знамени. В Китае и Японии исторически существовала традиция подразделять войска на подразделения — «знамёна» (см. Восьмизнамённая армия).
В большинстве армий Нового времени, знаменосец — воинская должность; круг обязанностей знаменосца описывался воинскими уставами. 
Знаменосцем в XVII веке обычно назначался молодой офицер. В дальнейшем знаменосцем обычно стал назначаться старослужащий унтер-офицер, а то или иное прежнее название офицерской должности знаменосца превратилось в чин, уже не имеющий прямого отношения к данной должности (прапорщик — «несущий прапор (знамя)», хорунжий (пол. chorąży) — «несущий (возглавляющий) хоругвь», фендрик (нем. Fähnrich) — «знаменосец» и так далее). 
В современном русском языке, человек исполняющий должность знаменосца именуется: знамёнщик.

## Связанные понятия
На Руси в старину знаменосец назывался стяго́вник или рындель. 
В Османской империи (Турции) знаменосец именовался байрактаром.
Применительно к Японии периода Токугава знаменосцами иногда некорректно именуют хатамото (яп. 旗本) — самураев в прямом подчинении сёгуна (правильный перевод: самурай знамени сёгуна).

## Невоенное использование
- Знаменосцы на Олимпийских играх.
- Хоругвеносцы, несущие церковные знамёна (хоругви) в церковных процессиях.
- Также знаменосцем может именоваться любой человек, держащий в руках знамя в рамках какой-либо праздничной процессии, митинга, демонстрации, мероприятия исторической реконструкции и т.д.

## Галерея

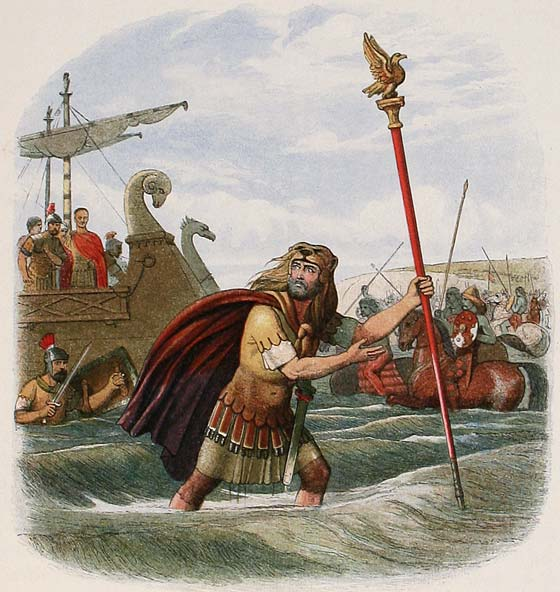
Римский орлоносец-аквилифер (в представлении художника XIX столетия).
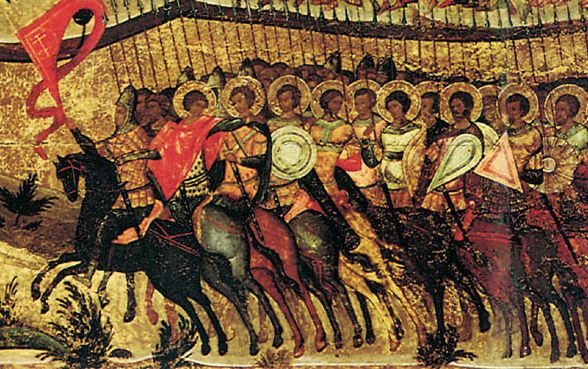
Изображение знаменосца на русской иконе «Благословенно воинство Небесного Царя», 1550-е годы.
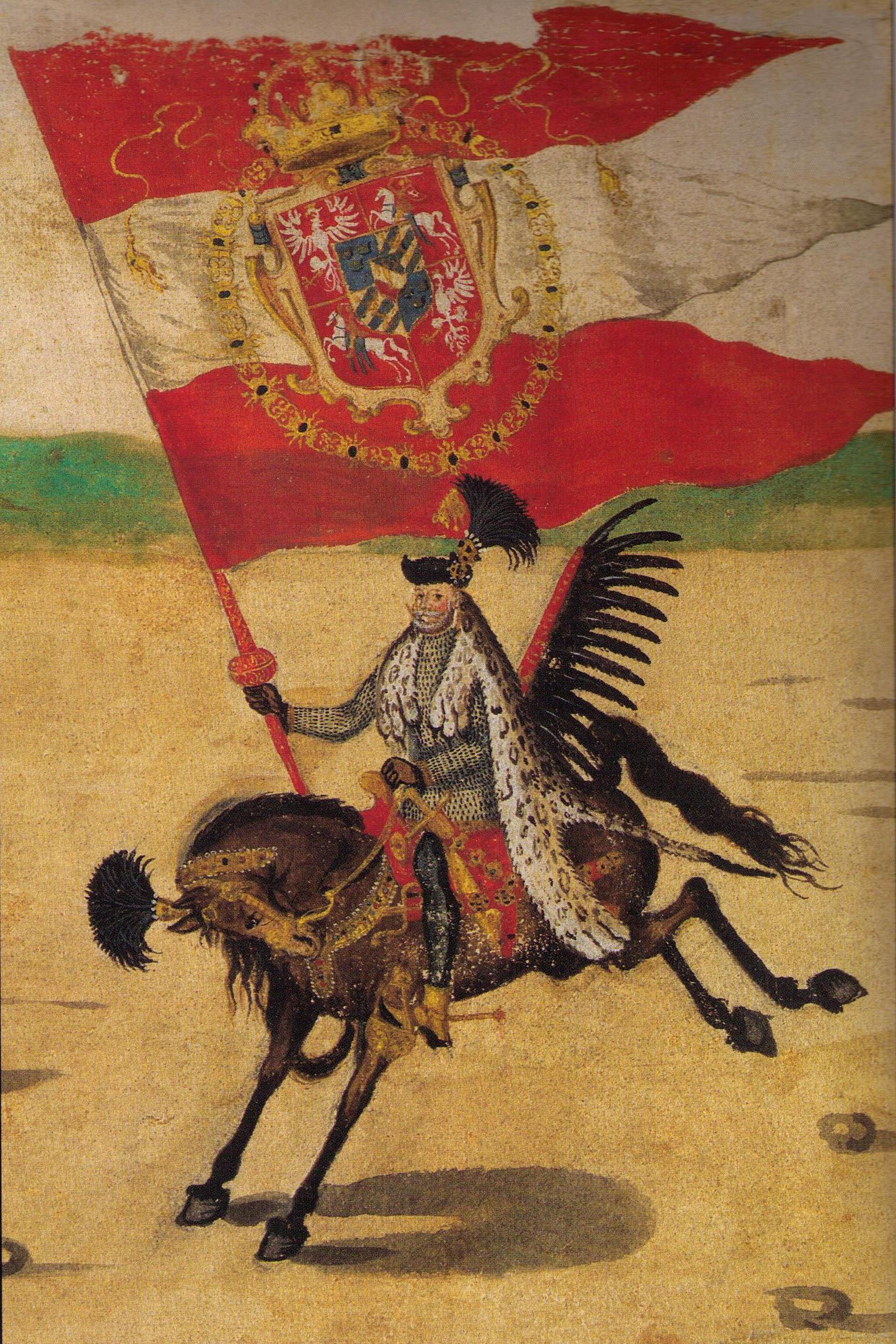
Польский королевский знаменосец на изображении 1605 года.